# Beloit (Ohio)
Beloit es una villa ubicada en el condado de Mahoning en el estado estadounidense de Ohio. En el Censo de 2010 tenía una población de 978 habitantes y una densidad poblacional de 384,14 personas por km².

## Geografía
Beloit se encuentra ubicada en las coordenadas 40°55′11″N 80°59′52″O / 40.91972, -80.99778. Según la Oficina del Censo de los Estados Unidos, Beloit tiene una superficie total de 2.55 km², de la cual 2.53 km² corresponden a tierra firme y (0.81%) 0.02 km² es agua.

## Demografía
Según el censo de 2010, había 978 personas residiendo en Beloit. La densidad de población era de 384,14 hab./km². De los 978 habitantes, Beloit estaba compuesto por el 97.34% blancos, el 0.31% eran afroamericanos, el 0.1% eran amerindios, el 0.41% eran asiáticos, el 0% eran isleños del Pacífico, el 0% eran de otras razas y el 1.84% pertenecían a dos o más razas. Del total de la población el 0.31% eran hispanos o latinos de cualquier raza.